# Wójty-Trojany
Wójty-Trojany – wieś w Polsce położona w województwie mazowieckim, w powiecie pułtuskim, w gminie Gzy. Ma status sołectwa.
| SIMC    | Nazwa  | Rodzaj    |
| ------- | ------ | --------- |
| 0116317 | Dębiny | część wsi |

W latach 1975–1998 miejscowość administracyjnie należała do województwa ciechanowskiego.